# فرنسيس جاكوب هاربر
فرنسيس جاكوب هاربر (بالإنجليزية: Francis Jacob Harper)‏ هو سياسي أمريكي، ولد في 5 مارس 1800 في Frankford, Philadelphia ‏ في الولايات المتحدة، وتوفي في 18 مارس 1837. نشط حزبياً في الحزب الديمقراطي. وقد انتخب عضو مجلس ولاية بنسيلفانيا وانتخب عضو مجلس نواب بنسيلفانيا وانتخب عضو مجلس النواب الأمريكي.